# Lars H. Zetterberg
Lars Henning Zetterberg, född 6 januari 1925 i Uppsala, död 13 december 2017 i Stockholm, var en svensk ingenjör och forskare inom telekommunikationsteori, som var professor vid Kungliga Tekniska högskolan (KTH).
Zetteberg blev civilingenjör 1949, teknologie licentiat 1955 och teknologie doktor 1962 på avhandlingen Study on data transmission under noise interference and on cyclic error correcting codes, allt vid KTH. Från 1949 till 1962 var han anställd vid Försvarets forskningsanstalt, 1962 vid Saab och 1964 vid University of Southern California. Från 1964 till 1965 var Zetterberg professor i teletransmissionsteori vid Lunds tekniska högskola (LTH) innan han 1965 återvände till KTH som professor, där han stannade till sin pensionering 1990.
Zetterberg promoverades 1995 till hedersdoktor vid LTH. 2006 tilldelades han Ingenjörsvetenskapsakademiens stora guldmedalj "för hans epokgörande arbete att i Sverige skapa och etablera den akademiska verksamheten inom telekommunikationsteori och signalbehandling. Zetterbergs gärning har inneburit att landet tidigt fick större kompetens inom detta område än kanske något annat land. Detta har varit av stor betydelse för den svenska konkurrenskraften inom telekommunikationsområde".
Zetterberg var ledamot av Kungliga Ingenjörsvetenskapsakademien sedan 1976 samt av Kungliga Vetenskapsakademien sedan 1986.

### Fotnoter
1. ↑  Dödsannons i Svenska Dagbladet 5 januari 2018 sid.48 och dödsruna 18 januari 2018 sid.27
2. 1 2  ”IVAs Stora guldmedalj till framstående pionjär inom Telecom”. Kungliga Ingenjörsvetenskapsakademien. 30 oktober 2006. Arkiverad från originalet den 6 januari 2018. https://web.archive.org/web/20180106063913/https://www.iva.se/press/Stort-miljopris-till-vattenforskare-/IVAs-Stora-guldmedalj-till-framstaende-pionjar-inom-Telecom--/. Läst 16 april 2009.
3. ↑  Libris 685036
4. ↑  ”...och här är fler LTH-hedersdoktorer”. Lunds universitet meddelar, 1995 nummer 2. Lunds universitet. Arkiverad från originalet den 24 december 2004. https://web.archive.org/web/20041224035809/http://www3.lu.se/info/lum/LUM_02_95/A_21_heders-LTH.html. Läst 16 april 2009.
5. ↑  ”Samtliga innehavare av Stora guldmedaljen”. Kungliga Ingenjörsvetenskapsakademien. http://iva.ntier.se/Verksamhet/Utmarkelser/Stora-guldmedaljen/Samtliga-innehavare-av-Stora-guldmedaljen/. Läst 16 april 2009.